# 増田來亜
増田 來亜（ますだ くれあ、2003年8月19日 - ）は、日本のアーティスト、女優、歌手、ダンサー。Girls2のメンバー。宮崎県出身。

## 来歴
2014年、LDH新人発掘オーディションに合格し、EXPG STUDIO MIYAZAKIに特待生として入校。
2017年から、EXPG内のパフォーマンスグループ・KIZZYのメンバーとして活動する。
2018年9月から2019年3月まで、『魔法×戦士 マジマジョピュアーズ!』に5人目の戦士・虹色ユリア役で出演。これに伴い、同番組で結成されたユニット・magical2（マジカルマジカル）にも途中加入。後に同シリーズの『ビッ友×戦士 キラメキパワーズ!』では、プリンセス役も務めている。
2019年3月からは、magical2および関連する2ユニットのメンバーから新たに結成されたガールズ・パフォーマンスグループGirls2（ガールズガールズ）に加入した。シンボルカラーは白（2020年1月に公開されたアーティスト写真での衣装の色は青）。
アルバルク東京公式応援ガールズ衣装及び2019年度おはガール衣装のユニフォームの背番号は172。
2019年4月より『おはスタ』のおはガールとして起用され、他の曜日のおはガールとともに「おはガール from Girls2」としても活動した。2019年度は木曜日、2020年度は山口綺羅と共に火曜日を担当。
2020年4月より「ガル学。』から派生したユニット、south²のメンバーとなる。
2021年7月より開始したドラマガル学。〜ガールズガーデン〜にクレア役として出演している。2021年3月26日をもって、小田柚葉、隅谷百花、鶴屋美咲、小川桜花とともに2年間務めたおはガールを卒業した。
2022年8月から開始したバラエティー番組『この恋イタすぎました』に出演。 

## 人物
Girls²公式からの引用↓
- EXPG STUDIO MIYAZKI 出身
- 趣味：TikTok鑑賞、アニメ鑑賞、(読書）
- 特技：ヘアアレンジ、(犬や猫とすぐに仲良くなれること)
- 好きな食べ物：麺、⾁
- 好きな飲み物：ココア
- 好きな漫画/アニメ：「新世紀エヴァンゲリオン」、「進撃の巨⼈」、「⻤滅の刃」、「リコリス・リコイル」、「サマータイムレンダ」、「ONE PIECE」、「呪術廻戦」、「終わりのセラフ」、「ヴァイオレット・エヴァーガーデン」
- 好きなスポーツ：野球、バスケ、（全て観る専門）
- 好きなプロ野球チーム:読売ジャイアンツ（好きな選手は大城卓三）[9]
- 好きな映画：「ハウルの動く城」、「千と千尋の神隠し」
- 好きな本：「名のないシシャ」、「スイッチを押すとき」
- 好きな曲：TRUE『Sincerely』、ClariS「irony」、澤野弘之「Call of Silence」、⻄野カナ「if」
- 好きな絵文字：🙏🙇♀
- 好きな動物：犬、猫、（実家にペット7匹飼っている）
- 座右の銘：「ところで平凡な俺よ 下を向いている暇はあるのか」、「宿命を受け入れ、運命を信じた時、天命に気付く」
- アーティストでなかったらやってみたい職業：スポーツ選⼿

## 出演

### テレビ ドラマ
- ガールズ×戦士シリーズ（テレビ東京）
  - 魔法×戦士 マジマジョピュアーズ!（2018年9月 - 2019年3月） - 虹色ユリア 役
  - ひみつ×戦士 ファントミラージュ!
    - 第7話（2019年5月19日） - 虹色ユリア 役
    - 第43話（2020年2月2日） - 大きな魚（声） 役

  - ポリス×戦士 ラブパトリーナ! 第43話（2021年5月23日） - 虹色ユリア 役
  - ビッ友×戦士 キラメキパワーズ! -プリンセス 役[10]
    - 第1話（2021年7月11日）
    - 第49話（2022年6月19日）
    - 第50話（2022年6月26日）

### テレビ
- FNS27時間テレビ（2015年7月25日・26日、フジテレビ） - ちびっこホンキーダンス選手権・宮崎代表

- ガールズ×戦士シリーズ（テレビ東京）
  - 魔法×戦士 マジマジョピュアーズ!（2018年9月 - 2019年3月） - 虹色ユリア 役
  - ひみつ×戦士 ファントミラージュ!
    - 第7話（2019年5月19日） - 虹色ユリア 役
    - 第43話（2020年2月2日） - 大きな魚（声） 役

  - ポリス×戦士 ラブパトリーナ! 第43話（2021年5月23日） - 虹色ユリア 役
  - ビッ友×戦士 キラメキパワーズ! -第1話、第49話、第50話　-プリンセス 役

- おはスタ（テレビ東京）
  - （2018年11月29日・12月12日・2019年2月13日） - magical2としてゲスト出演
  - （2019年4月8日 - 2020年4月3日） - 木曜おはガール
  - （2020年4月7日 - 2021年3月26日） - 火曜おはガール

- 音力-ONCHIKA-（2020年4月3日、読売テレビ）
- この恋イタすぎました（2022年8月4日−1月21日）（10月13日- 休井役）
- チョコプランナー（2024年10月6日）ナレーター

### 映画
- 私がモテてどうすんだ（2020年7月10日）
- 劇場版 ひみつ×戦士 ファントミラージュ! 〜映画になってちょーだいします〜（2020年7月23日） - 虹色ユリア 役
- 劇場版 ポリス×戦士 ラブパトリーナ! ～怪盗からの挑戦！ ラブでパパッとタイホせよ！～（2021年5月21日） - 虹色ユリア 役

### テレビアニメ
- GO!GO!アトム 第26話（2020年4月2日、テレビ東京） - 宇宙飛行士 役
- ガル学。〜聖ガールズスクエア学院〜（2020年4月 - 2021年3月、テレビ東京） - クレア 役[11]

### ラジオ
- RADIO MASHUP（2019年2月3日・10日・4月28日・12月15日・2020年2月23日、Fm yokohama）
- GENERATIONSのGENETALK（2019年2月4日・2020年3月9日、JFN系列）
- Ario Happy Saturday（2019年9月28日、FM岡山）
- 『おはようのスマイル』Special（2019年11月19日、FM愛知）
- Swag（2020年3月6日、FM-NIIGATA）
- Kiss MUSIC PRESENTER（2020年3月23日、Kiss FM KOBE）
- Dream shizukaのdream a Dream（2020年3月30日、FM OH!）
- Girls²のがるがるトーク!（2021年7月3日-、文化放送）
- Girls²ミサキとクレアのアニファン!（2023年3月30日–、文化放送）

### ライブ
- SEAGAIA MUSIC RESORT 2014 - サポートダンサー
- EXILE TRIBE PERFECT YEAR LIVE TOUR TOWER OF WISH 2014 〜THE REVOLUTION〜 - サポートダンサー
- 「水平線の花火と音楽5」Flare - サポートダンサー
- 「Color Me Rad MIYAZAKI」 JONTE' MOANING - サポートダンサー
- EXILE LIVE TOUR 2015 "AMAZING WORLD" - サポートダンサー
- E-girls LIVE TOUR 2016 〜E.G. SMILE〜 - サポートダンサー

### MV
- Flare「ひまわり」（2015年）
- GENERATIONS from EXILE TRIBE「Y.M.C.A.」（2017年）